# دائرة البرزخ
دائرة البرزخ، أو دائرة بنما (بالإسبانية: Departamento de Panamá)‏، كانت إحدى إدارات جمهورية كولومبيا الكبرى ولاحقًا جمهورية كولومبيا. تم إنشاء الدائرة عام 1824 وسميت على اسم برزخ بنما. لقد غطت أراضي ما يُعرف الآن بدولة بنما وبعض المناطق الساحلية في أقصى الشمال على طول الساحل الكاريبي لكوستاريكا ونيكاراغوا ونيكاراغوا الحالية (ساحل البعوض). ألغيت الدائرة في عام 1830 وأعيد إصلاحها في عام 1886.
بعد حرب الألف يوم وتأثير الولايات المتحدة لبناء قناة بنما، انفصلت الدائرة السابقة عن كولومبيا وصارت جمهورية بنما.

## التاريخ

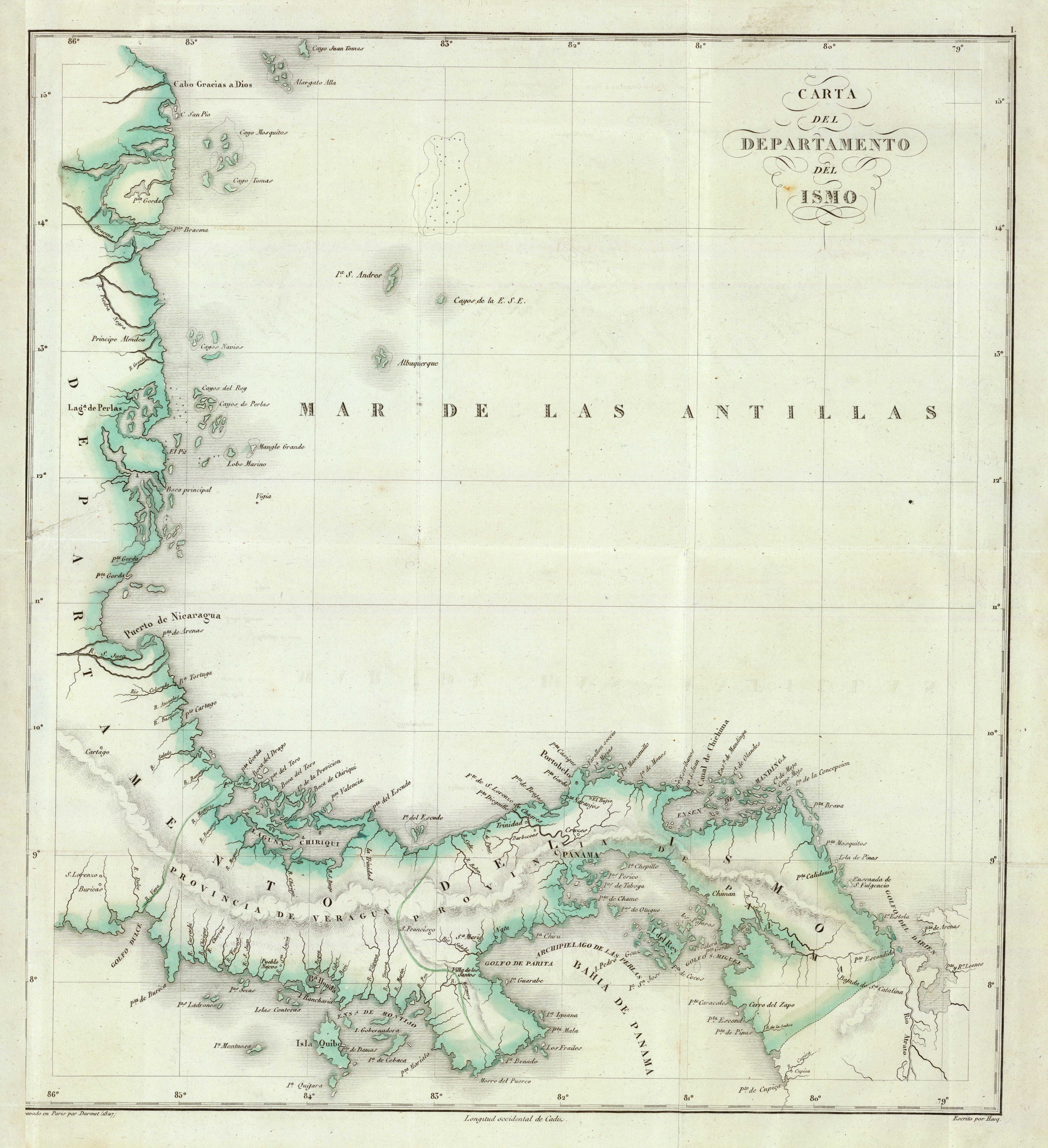
خريطة دائرة البرزخ

كانت منطقة بنما جزءً من الإمبراطورية الإسبانية خلال حروب الاستقلال ضد الإسبان. بعد انتصار الوطنيين في معركة كارابوبو، قرر البنميون الانضمام إلى كولومبيا الكبرى. حتى هذه النقطة، ظلت بنما داخل النظام الملكي الأسباني وتجنبت المشاكل التي عانت منها بقية النيابة الملكية على غرناطة الجديدة. في 28 نوفمبر 1821، تم ضم بنما طواعية إلى كولومبيا الكبرى بموجب دستور كوكوتا، الذي صدر في 30 أغسطس 1819.
أسس فرانثيسكو دي باولا سانتاندير كنائب الرئيس المناوب أول دائرة لبنما والتي قسّمها أيضًا إلى مقاطعتين: بنما وفيراغواس